# Circo Ruso

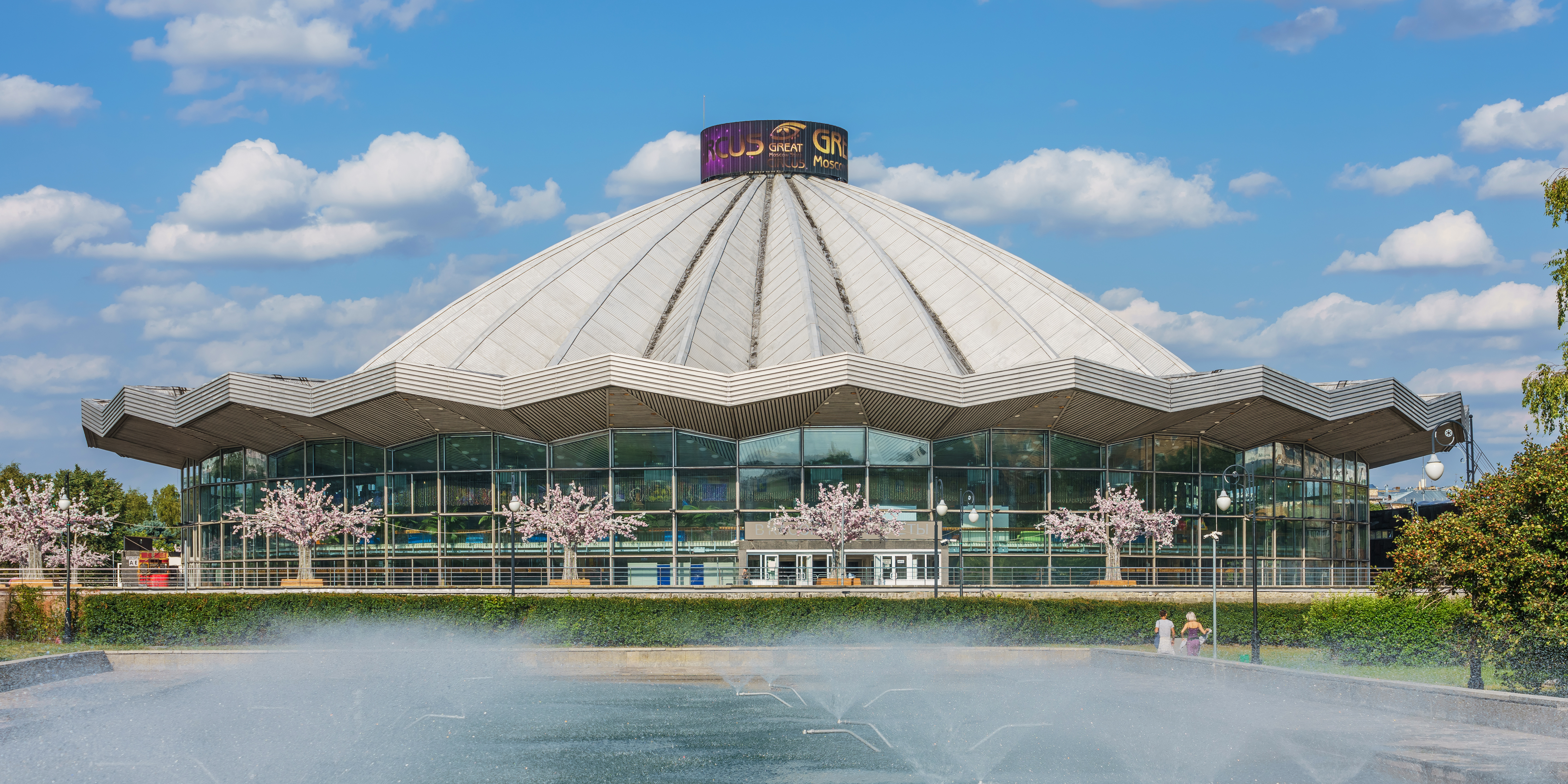
Gran Circo de Moscú

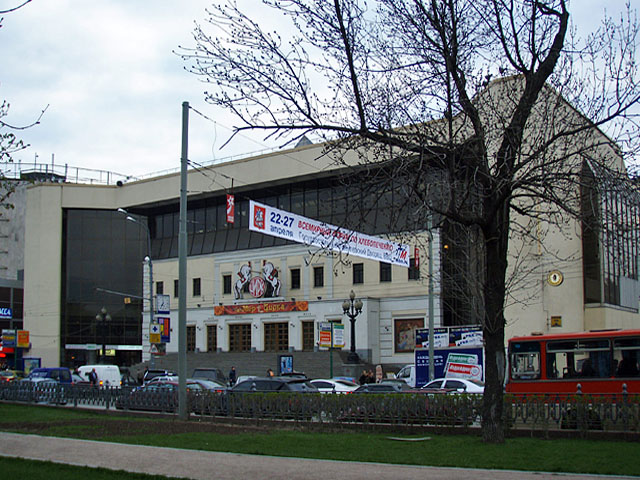
Circo de Nikulin

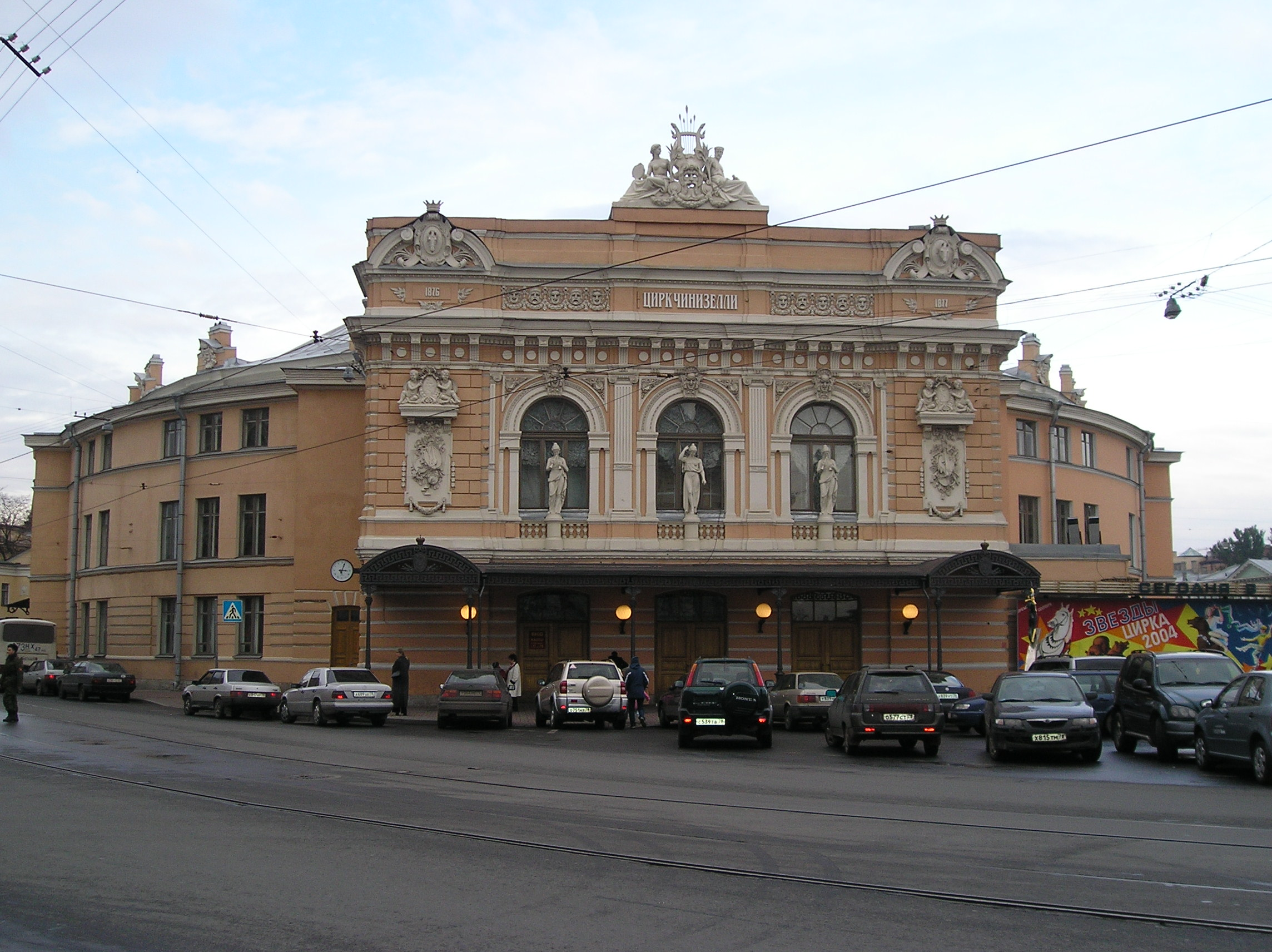
Circo Ciniselli, conocido también como el Circo Estatal Bolshoi de San Petersburgo.

El Circo Ruso  fue oficialmente fundado el 26 de agosto del 1919 por el decreto de Lenin, según el cual todos los circos de toda Rusia pasaron a ser propiedad del gobierno. Más tarde, en el año 1957, se creó una instancia administrativa SoyuzGosTzirk (en ruso: Союзгосцирк) que regulaba todos los asuntos relacionados al Circo Ruso. 
Después de la caída de la Unión Soviética esta instancia se convirtió en RosGosTzirk (en ruso: Росгосцирк) que tenía completa autoridad sobre todas las compañías de circo en el territorio de la Federación Rusa, excepto los que mantienen su autonomía:
- El Gran Circo Estatal de Moscú (Большой Московский Цирк а проспекте Вернадского).
- El Circo de Nikulin (Цирк Никулина), también conocido como Circo Bulevar Tsvetnoi.
- El Circo Ciniselli de San Petersburgo, ubicado en el río Fontanka (Санкт-Петербургский цирк на Фонтанке), también conocido como el Circo Estatal Bolshoi de San Petersburgo.
- El Circo Estatal de Kazán (Казанский государственный цирк).

El 28 de febrero del 1995 por el decreto del gobierno de La Federación Rusa N.º 196 la instancia administrativa RosGosTzirk se convirtió oficialmente en la Compañía Estatal de Circo Ruso (en ruso: Российская Государственная Цирковая Компания), quedándose con la misma abreviación RosGosTzirk.